# Jarafuel
Jarafuel (em castelhano e oficialmente) ou Xarafull (em valenciano) é um município da Espanha na província de Valência, Comunidade Valenciana{{subst:Usuário:Stegop/Aux2|46}144|103.1}

## Demografia
| Variação demográfica do município entre 1991 e 2004 | Variação demográfica do município entre 1991 e 2004 | Variação demográfica do município entre 1991 e 2004 | Variação demográfica do município entre 1991 e 2004 |
| --------------------------------------------------- | --------------------------------------------------- | --------------------------------------------------- | --------------------------------------------------- |
| 1991                                                | 1996                                                | 2001                                                | 2004                                                |
| 1025                                                | 1006                                                | 849                                                 | 861                                                 |